# Сілвер-Сіті (Північна Кароліна)
Сілвер-Сіті (англ. Silver City) — переписна місцевість (CDP) в США, в окрузі Гоук штату Північна Кароліна. Населення — 643 особи (2020).

## Географія
Сілвер-Сіті розташований за координатами 34°59′50″ пн. ш. 79°13′45″ зх. д. / 34.99722° пн. ш. 79.22917° зх. д. (34.997245, -79.229140).  За даними Бюро перепису населення США в 2010 році переписна місцевість мала площу 3,87 км², уся площа — суходіл.

## Демографія
Згідно з переписом 2010 року, у переписній місцевості мешкали 882 особи в 351 домогосподарстві у складі 240 родин. Густота населення становила 228 осіб/км².  Було 418 помешкань (108/км²).
Расовий склад населення:
| - 89,8 % — чорних або афроамериканців - 4,0 % — білих - 1,0 % — корінних американців - 0,1 % — азіатів - 1,8 % — осіб інших рас |

До двох чи більше рас належало 3,3 %. Частка іспаномовних становила 2,0 % від усіх жителів.
За віковим діапазоном населення розподілялося таким чином: 20,2 % — особи молодші 18 років, 62,3 % — особи у віці 18—64 років, 17,5 % — особи у віці 65 років та старші. Медіана віку мешканця становила 45,4 року. На 100 осіб жіночої статі у переписній місцевості припадало 90,1 чоловіків;  на 100 жінок у віці від 18 років та старших — 81,9 чоловіків також старших 18 років.
Середній дохід на одне домашнє господарство  становив 40 763 долари США (медіана — 24 141), а середній дохід на одну сім'ю — 46 901 долар (медіана — 33 423). За межею бідності перебувало 37,6 % осіб, у тому числі 67,1 % дітей у віці до 18 років та 25,3 % осіб у віці 65 років та старших.
Цивільне працевлаштоване населення становило 351 особа. Основні галузі зайнятості: освіта, охорона здоров'я та соціальна допомога — 43,3 %, роздрібна торгівля — 25,1 %, виробництво — 14,5 %, мистецтво, розваги та відпочинок — 9,4 %.